# 佐藤仁 (政治家)
佐藤 仁（さとう じん、1951年（昭和26年）12月24日 - ）は、日本の政治家。宮城県本吉郡南三陸町長（1期～5期）。宮城県本吉郡志津川町議会議員、志津川町長などを歴任した。
町長として歌津町との合併を取りまとめ、新設された南三陸町でも町長に就任した。東日本大震災では、南三陸町防災対策庁舎にて公務に従事していたところ庁舎ごと津波に飲み込まれたが、生還した。

## 来歴

### 生い立ち
1951年（昭和26年）12月24日、宮城県本吉郡志津川町出身。小学校3年生の時にチリ地震（1960年5月24日）の津波で家が全壊する被災に遭う。その後、仙台市立仙台商業高等学校に進学。高校時代は野球部に所属し、正遊撃手として同級生の八重樫幸雄らと第51回全国高等学校野球選手権大会に出場し、ベスト8入りを果たした。

### 志津川町
その後、志津川町議会議員選挙に立候補し当選、政治家としての道を歩む。さらに、志津川町長選挙に立候補し、当選した。志津川町と同じく本吉郡に属する歌津町との合併を推進し、新設合併を実現した。

### 南三陸町
2005年（平成17年）、新たに設置された南三陸町の町長選挙に立候補し、当選を果たした。さらに、2009年（平成21年）の町長選挙にも立候補し当選、引き続き町政を担うことになった。合併時に纏められた「新町建設計画」を着実に実行するとともに、町の主要産業として観光業を位置づけ、その振興発展を図った。
2011年（平成23年）3月11日に東北地方太平洋沖地震が発生すると、南三陸町防災対策庁舎に詰め、津波の様子を確認するため屋上に上がったところ、そのまま津波に罹災した。南三陸町防災対策庁舎に詰めていた職員約30名もともに罹災し、度重なる津波によって庁舎は骨組みだけとなった。屋上のアンテナにしがみつくなどして波に耐えた佐藤ら約10名は生還したものの、庁舎に詰めていた他の職員は流されてしまった。佐藤らは一晩を屋上で過ごし、同じく取り残された副町長らと「流された職員の分まで頑張らなくちゃいけない」と語り合ったという。翌朝、津波の水が引いたため、地上に下りて避難所に向かった。「拾った命。町民のために全力を尽くす」と述べ、ベイサイド・アリーナに災害対策本部を設置し、同年3月13日から公務に復帰している。2012年3月6日には、佐藤が高台へ避難させず、庁舎にとどまらせたのが原因で町職員ら41人が犠牲になった（※当施設における最終的な犠牲者数は43人）として、町職員の2遺族により業務上過失致死容疑にて宮城県警南三陸署に告訴状が提出された。2015年（平成27年）8月31日、仙台地検は「罪の成立を認定するに足りる証拠はなかった」として不起訴処分とした。
2013年（平成25年）3度目の当選。2017年（平成29年）町長選に立候補し、4度目の当選。2021年（令和3年）町長選に立候補し、5度目の当選。

## 政策

### 経済産業
観光業の振興
南三陸町の主要産業として、水産業と観光業を結びつけた旅行業の振興を図っている。南三陸町の新設を期に「まったくない知名度を上げるにはどうすべきか」との問題意識から、リアス式海岸などの景観や新鮮な魚介類などを生かした着地型観光を推進しようと考えた。
2009年には、南三陸町観光協会の旅行業登録を行った。また、中学生らに農業や漁業を体験させる旅行プランを提案し、一年余りで1600名近くを町に招いた。町民もこれに呼応し、商店街や産業団体による催事や、飲食店組合によるご当地グルメの展開などの動きが広がった。将来的には、日本国外からの観光客誘致も視野に入れていた。
デスティネーションキャンペーン
町内の商店街などからも上記のような動きか出てきた点について、佐藤はデスティネーションキャンペーンをきっかけに「おもてなしの心」が根付いたためと分析している。2008年に開催された仙台・宮城デスティネーションキャンペーンにおいては、仙台・宮城デスティネーションキャンペーン南三陸町推進協議会を組織し、その会長に就任するなど、積極的に取り組んだ。
フィルムコミッション
フィルムコミッション的な活動も推進している。冨永昌敬監督の映画『パンドラの匣』が南三陸町で撮影を行った際には、町民らとともに協力している。「宮城県上演を成功させる会」を組織し、宮城県知事の村井嘉浩や登米市長（当時）の布施孝尚らとともに名を連ねた。

### 合併
合併の推進
志津川町長として、歌津町との新設合併にこぎつけた。新設された南三陸町でも町長を務めたが、合併時に策定された「新町建設計画」に掲げた施策の8割を就任5年間で達成した。

## 人物

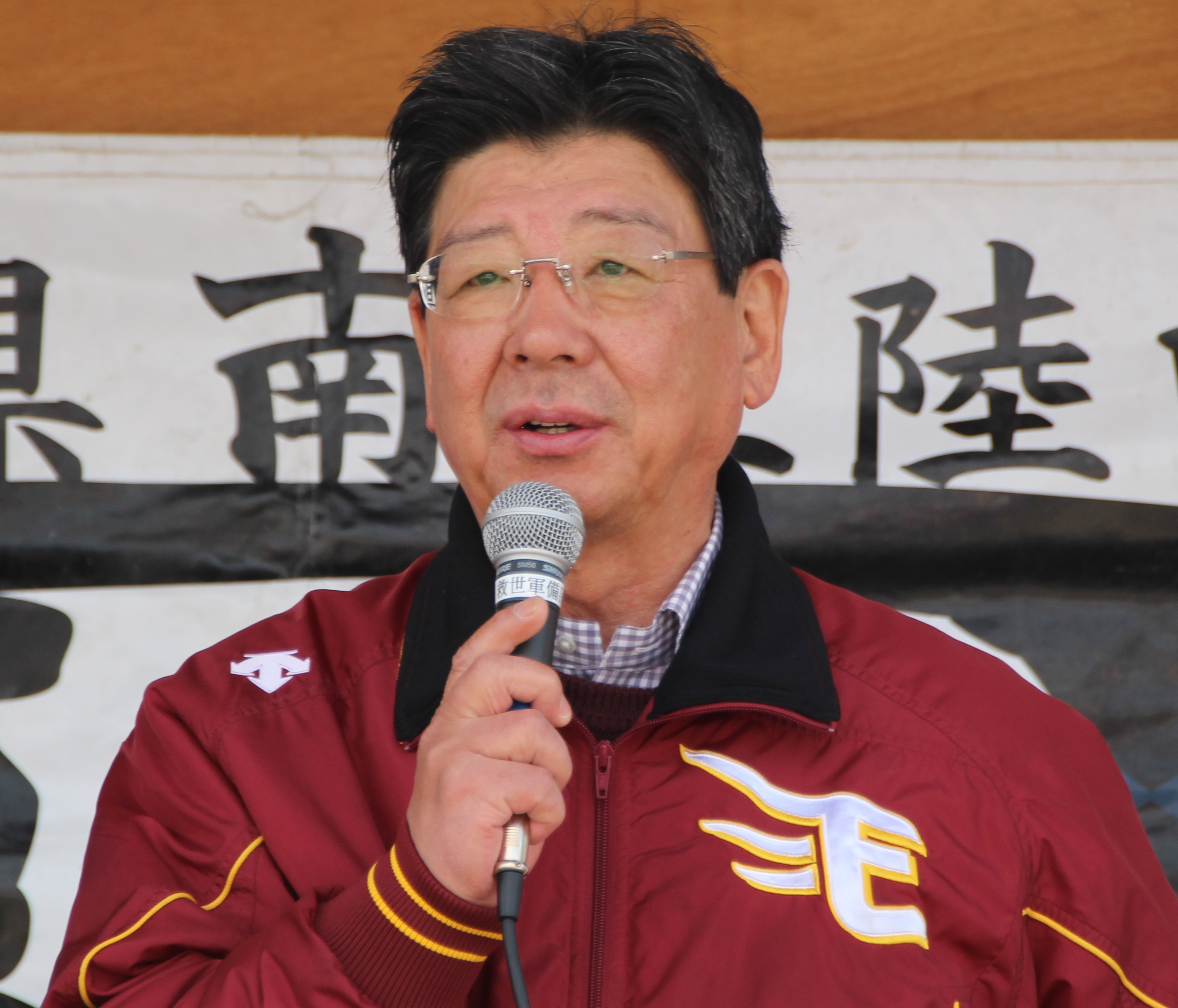
楽天のブルゾン姿の佐藤町長

趣味は野球である。仙台商業高等学校では野球部に所属し、八重樫幸雄（後にヤクルトスワローズでプレイ）と共に夏の甲子園大会（第51回）に出場経験を持つ（※試合は準々決勝で岡山県立玉島商業高等学校に敗退）。好きな球団として地元である東北楽天ゴールデンイーグルスを挙げている。

## 略歴
- 1951年（昭和26年） - 誕生。
- 1960年（昭和35年） - チリ地震津波が発生し、被災。
- 1969年（昭和44年） - 第51回全国高等学校野球選手権大会に出場。
- 2002年（平成14年） - 志津川町長に就任（昭和の合併以降・第6代）。
- 2005年（平成17年） - 南三陸町長（1期目）。
- 2009年（平成21年） - 南三陸町長（2期目）。
- 2011年（平成23年） - 東日本大震災発生。防災対策庁舎にて被災する[14]。
- 2013年（平成25年） - 南三陸町長（3期目）。
- 2017年（平成29年） - 南三陸町長（4期目）。
- 2021年（令和03年） - 南三陸町長（5期目）。